# 1996 في بلجيكا
فيما يلي قوائم الأحداث التي وقعت خلال عام 1996 في بلجيكا.

## رياضة
- 1 يناير – طواف فلاندرز 1996
- 25 أغسطس – جائزة بلجيكا الكبرى 1996 الفائز مايكل شوماخر.

## أفلام
من الأفلام التي صدرت هذه السنة في بلجيكا:
- 1 يناير – صيف حلق الوادي من إخراج فريد بوغدير.
- 1 يناير – كسوف كلي من إخراج آقنييسكا هولاند.

## مواليد

### يناير
- 1 يناير – أندرياس بيريرا لاعب كرة قدم بلجيكي.
- 26 يناير – زكريا بقالي لاعب كرة قدم بلجيكي.

### أبريل
- 10 أبريل – لويك نوتي موسيقي بلجيكي.

## وفيات

### يناير
- 1 يناير – روبيرت لاموت (مواليد 1911) لاعب كرة قدم بلجيكي.

### أبريل
- 20 أبريل – فرانز غومرس (مواليد 1917) لاعب كرة قدم بلجيكي.